# Elvo Tempia Valenta
Elvo Tempia Valenta (Mezzana Mortigliengo, 25 luglio 1920 – Biella, 19 ottobre 2004) è stato un politico e partigiano italiano, eletto nella IV e V legislatura alla Camera dei deputati.

## Biografia
Nato in una famiglia proletaria, intraprese il lavoro in un lanificio in giovane età. Alla firma dell'Armistizio nel 1943 partecipò alla guerra di Resistenza italiana col nome di battaglia "Gim". Commissario politico della 75ª brigata Garibaldi "Nino Bixio" operò nella provincia di Biella.
Al termine della seconda guerra mondiale si iscrisse al Partito Comunista, ricoprendo l'incarico di segretario della federazione di Biella. Candidato alle elezioni politiche del 1963, venne eletto e confermato nelle successive. Consigliere nazionale dell'ANPI, dal 1977 al 1980 fu vicepresidente della Provincia.
Direttore di diverse riviste politiche del territorio, dal 1993 al 1997 fu presidente dell'Università popolare di Biella.